# Presentalla
Se denomina presentalla a la ofrenda, don o voto que hacen los fieles a Dios o a los santos en señal y por recuerdo de algún beneficio recibido. 
Las ofrendas suelen colgarse en las paredes o techumbres de los santuarios como ocurre con las muletas, mortajas o figuras de cera. 